# ین ییلین
ین ییلین (سوئدی: Jane Gylling؛ ۶ آوریل ۱۹۰۲ – ۱۰ مارس ۱۹۶۱) شناگر اهل سوئد بود.
وی در مسابقات کشوری و بین‌المللی در مجموع برندهٔ ۱ مدال برنز شده‌است.